# Maíz Gordo
Maíz Gordo är en ort i Mexiko.   Den ligger i kommunen Pueblo Nuevo och delstaten Durango, i den centrala delen av landet, 700 km nordväst om huvudstaden Mexico City. Maíz Gordo ligger 2 541 meter över havet och antalet invånare är 248.
Terrängen runt Maíz Gordo är kuperad åt nordväst, men åt sydost är den bergig. Runt Maíz Gordo är det mycket glesbefolkat, med 6 invånare per kvadratkilometer. Närmaste större samhälle är Santa María Magdalena de Taxicaringa, 15,6 km öster om Maíz Gordo. I omgivningarna runt Maíz Gordo växer huvudsakligen savannskog.